# Citroën C1, Peugeot 107/108 en Toyota Aygo
De Citroën C1, Peugeot 107/108 en Toyota Aygo zijn bijna-identieke auto’s in de zogenaamde miniklasse, ontwikkeld en geproduceerd in Tsjechië door een joint venture van PSA Peugeot Citroën en Toyota Motor Corporation.

## Geschiedenis
In 2002 besloten PSA en Toyota gezamenlijk een miniklasse-auto te ontwikkelen. Hiervoor werd een joint venture opgericht onder de naam Toyota Peugeot Citroën Automobile in Kolín in Tsjechië. Hier werden de drie modellen Citroën C1, Peugeot 107 en Toyota Aygo ontwikkeld. De drie zijn technisch vrijwel identiek. De verschillen zitten vooral in de uitvoering en in enkele vormgevingsdetails. In 2005 startte de productie. De modellen werden in 2005 op de Autosalon van Genève gepresenteerd, en de verkoop startte ook in 2005. Op 19 december 2005 werd de 100.000ste auto van het drietal gebouwd, en op 19 december 2008 de 1.000.000ste. De maximale productiecapaciteit bedraagt 330.000 auto’s per jaar. Voor de productie is Toyota verantwoordelijk, terwijl PSA de inkoop verzorgt. Vrijwel de gehele productie wordt geëxporteerd.
Het oorspronkelijke ontwikkelproject droeg de codenaam Citybug.

## De auto
De auto is een 4-zitter in 3- of 5-deursuitvoering. De lengte is minder dan 3,5 m. Hij is in beginsel beschikbaar met benzine- en dieselmotor. De benzinemotor is een 1-liter-, 3-cilindermotor, die oorspronkelijk van Daihatsu komt, een dochteronderneming van Toyota. Deze motor en de versnellingsbak worden gebouwd door Toyota Motor Manufacturing Poland (TMMP) in Wałbrzych in Polen, waar ook de versnellingsbakken van o.a. de Auris, de Avensis en de Yaris worden gebouwd. In totaal komt ca. 80% van de onderdelen uit Tsjechië en ca. 11% uit Polen.
De 1,4-liter 4-cilinder HDI-dieselmotor is een PSA-product. De dieselversie is in Nederland niet meer leverbaar. Het belastingstelsel maakt de auto duur, omdat de modellen op benzine zodanig zuinig zijn dat de dieselversie alleen interessant is als daar veel kilometers mee worden gereden.
De modellen zijn in Nederland een verkoopsucces geworden, mede geholpen door de markttrend naar steeds kleinere auto's. De Aygo staat qua verkoopcijfers aan de top van het drietal, gevolgd door de 107. Over de eerste zes maanden van 2010 stonden in Nederland de Toyota Aygo met 9115 stuks en de Peugeot 107 met 8772 stuks boven aan de lijst van de meestverkochte nieuwe auto’s; de Citroën C1 stond met 5971 stuks op de achtste plaats. Totaal dus 23858 stuks. (Ter vergelijking: Van de hele top-10 zijn er in dezelfde periode 71.945 stuks verkocht.)

### Typebenamingen
De aanduidingen 107/108 en C1 van Peugeot resp. Citroën passen in de bestaande reeksen typeaanduidingen van deze merken. De naam Aygo komt van de Engelse uitdrukking ‘I go’.

### Facelift
Begin 2009 ondergingen de drie modellen een facelift. Het uiterlijk werd gewijzigd en de motor werd iets aangepast om het verbruik en de CO2-uitstoot te verminderen. De dieselmotor verdween uit het leveringsprogramma.

### Milieu
Wegens de lage CO2-uitstoot (< 110 g/km) van dit type is in Nederland sinds 1 januari 2009 bij de aanschaf geen BPM meer verschuldigd en is van 1 januari 2010 tot en met 31 december 2013 de motorrijtuigenbelasting op € 0 gesteld.

### Terugroepactie begin 2010
In januari 2010 kondigde Toyota een wereldwijde terugroepactie aan voor verschillende van hun modellen, waaronder de Aygo. Reden was een mogelijk blijven hangen van het gaspedaal. Onder bepaalde omstandigheden kan het pedaal ergens halverwege blijven hangen of slechts langzaam terugveren. Ook PSA Peugeot Citroën riep om dezelfde reden de 107 resp. de C1 terug, waarbij het volgens zeggen in Nederland uiteindelijk om 2184 Citroëns C1 en 2486 Peugeots 107 ging. In deze modelreeks betrof het benzinemodellen die een gerobotiseerde versnellingsbak of een stabiliteitsregeling hadden. Op 9 februari 2011 maakte het Amerikaanse ministerie van Transport bekend dat het geen technische fout had kunnen vinden die de problemen met het gaspedaal zou kunnen veroorzaken.

### Terugroepactie begin 2019
In februari 2019 werd er een terugroepactie aangekondigd. Deze actie heeft betrekking op de 5-deursversie. De achterportierruiten zouden los kunnen raken van de scharnieren, waardoor deze tijdens de rit uit het frame kunnen vallen.

## Tweede generatie
In maart 2014 werd de tweede generatie van het drietal geïntroduceerd. De Peugeot 107 werd daarbij omgedoopt tot Peugeot 108. De Citroën C1 en Toyota Aygo hielden hun benaming. Qua motoring veranderde er voor de Toyota Aygo niet veel, bij de Citroen C1 en de Peugeot 108 werd naast de 1.0 liter benzinemotor ook een 1.2l benzinemotor aan het programma toegevoegd.

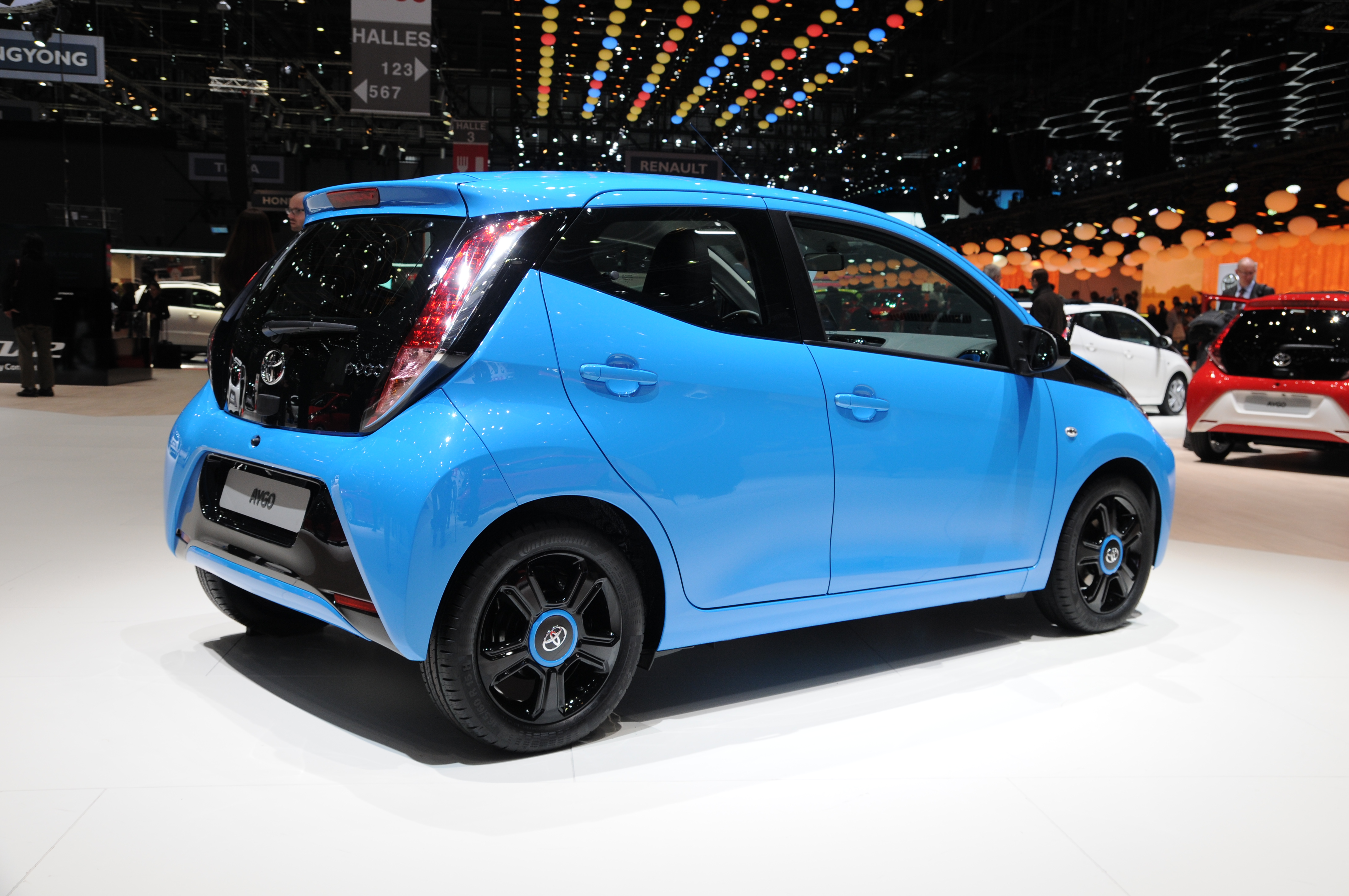
Vernieuwde Toyota Aygo
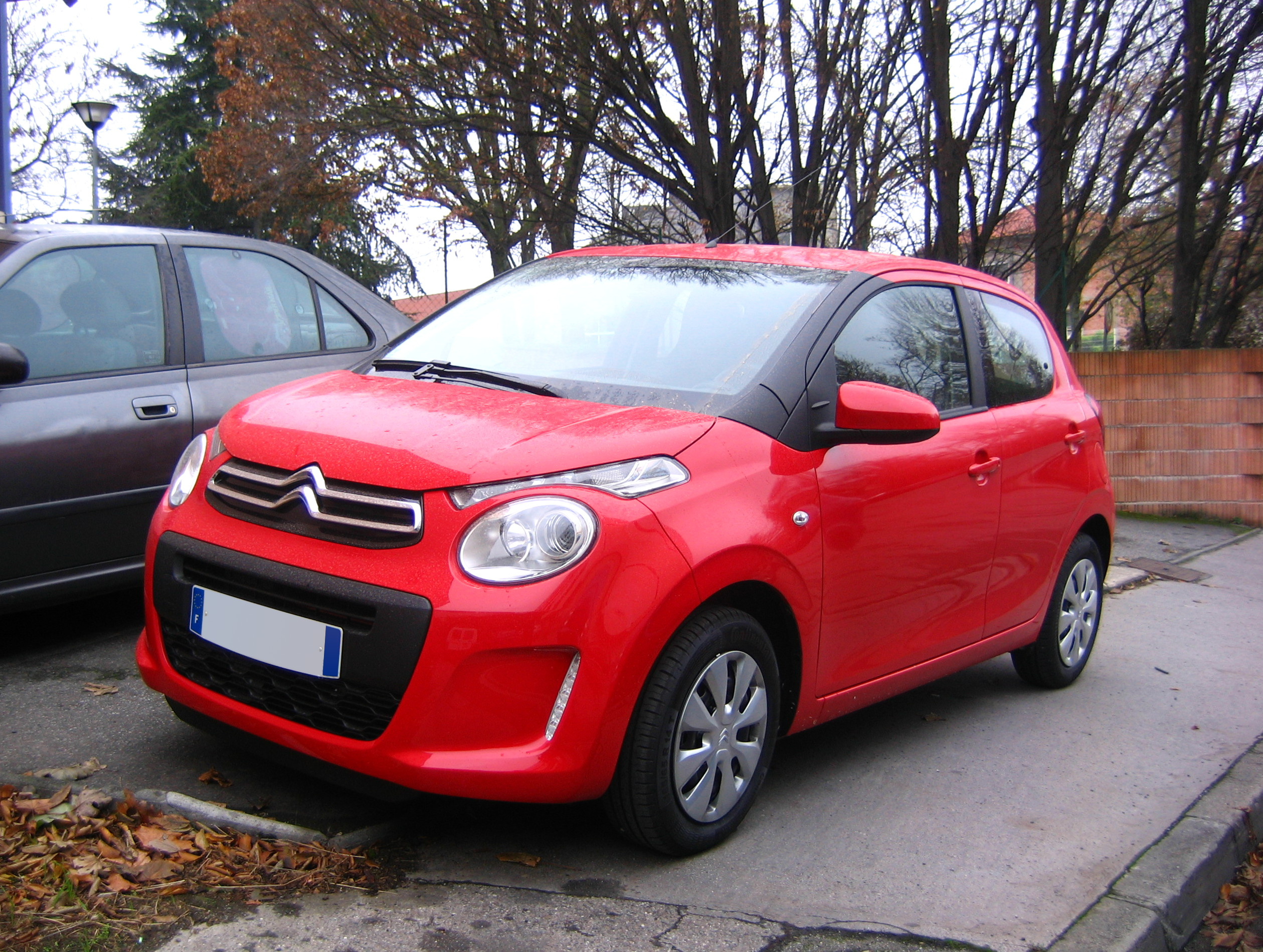
Vernieuwde Citroën C1
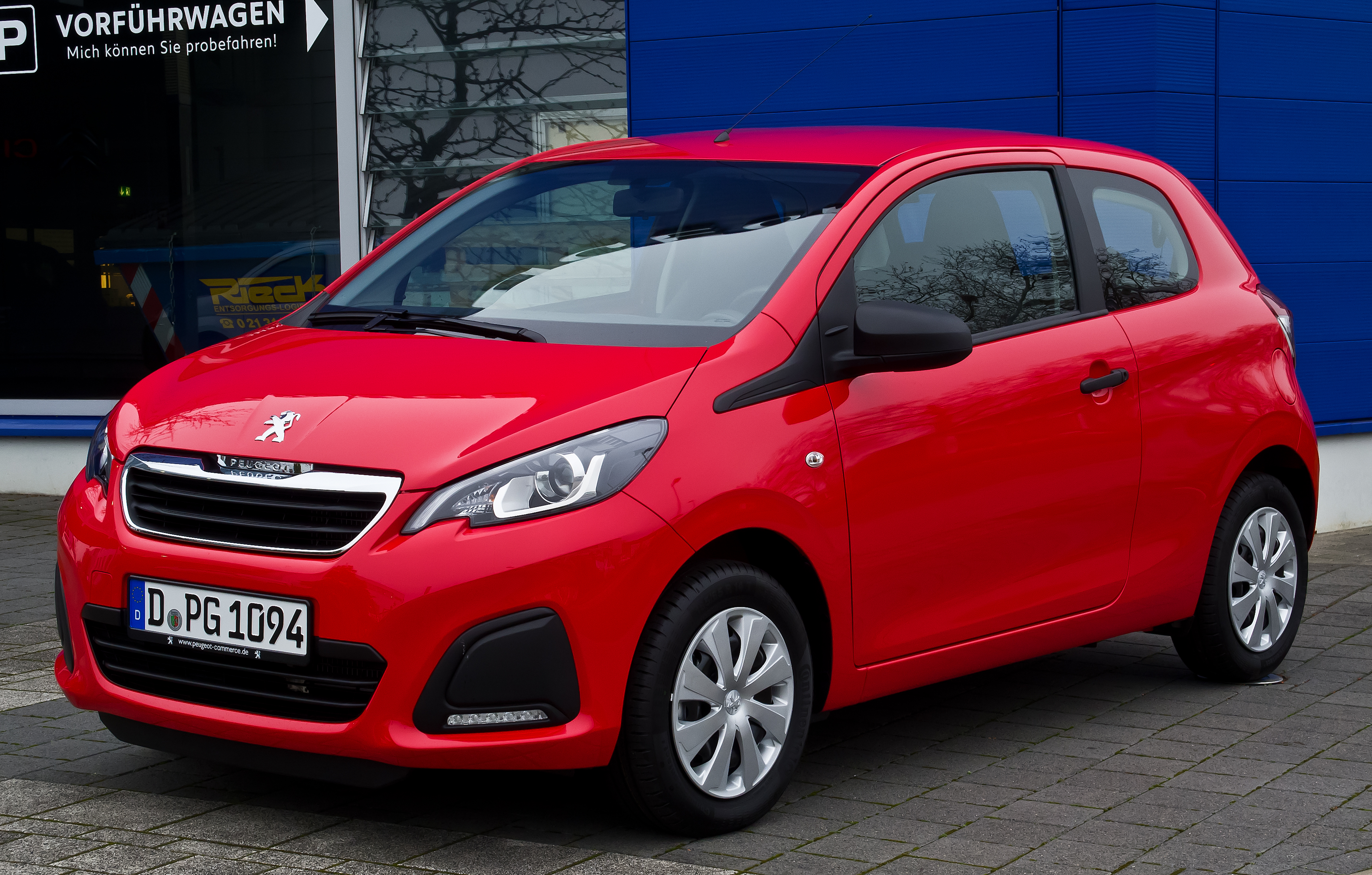
Peugeot 108